# Njemački narodni savez
Njemački narodni savez (kratica:NjNS) je središnja organizacija nacionalne Nijemaca u autonomnoj pokrajini Vojvodini, Srbija.
Cilj organizacije je braniti i zastupati interese vojvođanskih Nijemaca.

## Vanjske poveznice
- Radio-Subotica  Arhivirana inačica izvorne stranice od 4. ožujka 2021. (Wayback Machine) Krećemo u afirmaciju njemačkog jezika i kulture, 7. srpnja 2008.